# Batrochoglanis raninus
Batrochoglanis raninus – gatunek ryby sumokształtnej z rodziny mandiowatych.

## Występowanie
Gujana Francuska .

## Wygląd
Maksymalna długość: 20,0 cm.  

## Hodowla w akwarium
Ten sum z natury jest wyłącznie nocnym zwierzęciem, dlatego w akwarium niezbędne są kryjówki dzienne w pustym drewnie lub jamach między dużymi otoczakami. Czasami zupełnie nie widuje się go w ciągu dnia. Jest towarzyski, więc można go hodować w większej liczbie osobników. Jeśli zapewni się rybom dostatecznie dużo kryjówek, nie przeszkadzają sobie wzajemnie. Ten spokojny sum może towarzyszyć jedynie zbliżonej wielkości rybom o łagodnym usposobieniu; mniejsze mają nikłe szanse przeżycia. Rybę tę należy karmić wieczorem, gdyż w ciągu dnia trudno ją wywabić z ukrycia. Optymalna temperatura wody to 24–28 °C, pH 6,0-7,0; woda miękka do twardej, 2–16 stopni n. Pokarm: głównie owady, ryby, karma mrożona, małe skąposzczety, nagie ślimaki .